# Paul Helwig
Paul Julius Adolf Helwig (Lübeck, 27 mei 1893 - München, 7 augustus 1963) was een Duitse dramaturg, schrijver, filosoof en psycholoog, die op een originele manier aan de analyse van het menselijke gedrag heeft bijgedragen.

## Levensloop en theaterwerk
Zijn vader was de koopman August Helwig. Na het gymnasium in 1913 studeerde Paul muziek aan de conservatoria van Leipzig en München. In München begon hij ook met de studie filosofie. In 1917-1918 vervulde hij zijn militaire dienstplicht, maar bleef buiten de krijgshandelingen. 
In 1918 studeerde hij af in compositie en directie.
Daarna werd hij voor muzikale begeleiding en koorrepetitie aangenomen door het theater van Lübeck. In 1920 kreeg hij een aanstelling als kapelmeester en dramaturg, vervolgens als regisseur en dramaturg in Eisenach, waar hij in 1922 plaatsvervangende intendant en hoofdregisseur werd. Hij vervolgde zijn carrière als toneelleider in Heidelberg en stapte in 1924 over naar Düsseldorf, waar hij eerste regisseur en leider van de toneelschool werd. In deze periode componeerde hij ook af en toe toneelmuziek.
In 1927 verslapte zijn interesse in theater en richtte hij zich volledig op het afmaken van zijn studie. Hij zegde zijn contracten op en ging in Keulen studeren. Hij voorzag er tot 1933 in zijn levensonderhoud door een baan als leraar aan de toneelschool. In 1930 trad hij in het huwelijk met de één jaar jongere Maria Conrad uit München. Het paar bleef kinderloos. In 1934 promoveerde hij bij Nicolai Hartmann in de filosofie op een dun proefschrift Die individuelle Relation.
Daarna ondernam hij pogingen om opnieuw leidende posities aan het toneel of de opera te krijgen, waarbij hij zich echter wel fors met de nazi-instituties moest inlaten. Dat resulteerde begin 1935 in een aanstelling als hoofdspelleider van de Opera in Halle, in augustus 1936 gevolgd door een aanstelling als hoofdspelleider van de Opera in Breslau. Het jaar erop publiceerde hij zijn volgende filosofisch werk, Seele als Äußerung dat een niet-dualistische opvatting van het geestelijke in de mens moest bieden. Tevens verscheen in 1936 de eerste versie van Charakterologie, waarin hij psychologische typologieën en classificaties kritisch analyseerde.
Zijn verblijf in Breslau was niet de meest gelukkige periode van zijn leven, voornamelijk omdat het niet boterde met de algemene directeur muziek die tegelijk met hem was aangesteld, hetgeen leidde tot nieuwe pogingen ergens anders een betere baan te vinden. Dat mislukte en hij verloor ook nog eens zijn aanstelling in Breslau. 
Verarmd verhuisde hij naar Berlijn in de hoop daar aan de slag te kunnen, wat gehonoreerd werd met een aanstelling aan de toneelschool. In de periode die volgde schreef hij de komedie Flitterwochen (wittebroodsweken), die veel succes had. Er braken nu enkele goede jaren aan, ook financieel, waarin er nog enkele komedies van zijn hand verschenen. De nazi's stonden overigens alleen chauvinistische stukken en onschuldige komedies toe.
In 1941 kwam Helwig in diskrediet, omdat hij de vooraanstaande criticus Heinz Frank een klap om de oren had gegeven. Frank had een wat negatieve, ironische recensie geschreven over de door Helwig zelf geregisseerde uitvoering in München van zijn stuk Irrfahrt der Wünsche. Helwig had zich daar enkele weken lang zeer over lopen opwinden: hij was benauwd dat zijn zuur verdiende succes afgebroken zou worden en zag de armoede van 1937 en '38 weer opdoemen. Hij had Frank om een gesprek gevraagd, waar deze op in ging. Maar toen het zover was, kon hij zich opeens niet meer beheersen. Zijn zonderlinge en agressieve daad zorgde ervoor dat zijn doemscenario uitkwam, want de Reichskulturkammer ontnam hem in juni 1941 bij wijze van straf zijn positie op de toneelschool en verbood hem activiteit en opvoeringen in alle Duitse theaters voor een heel jaar. 
Dat gaf hem wel de tijd voor een roman (Jerika) over een koopman van midden 40, die een verloren jeugdliefde herbeleeft met de dochter van zijn vroegere geliefde; plaats van handeling was de toneelschool in het vooroorlogse Berlijn.
Na diverse berouwvolle brieven van Helwig aan alle betrokken personen en instanties werd de straf na enige tijd uitgesteld en in maart '42 ingetrokken, hoewel deze gebeurtenissen lange tijd een negatieve invloed hadden op zijn carrière.
In de overige oorlogsjaren wist Helwig aan verplichte arbeid en aan gevechtsdeelname te ontkomen door het blijven schrijven van toneelstukken, het regisseren ervan en ook het verfilmen ervan. Hij verbleef voor deze activiteiten soms maandenlang elders, onder andere in Wenen en Praag.
In de periode na de oorlog (1950-1957) werden psychologie en psychotherapie het focus van zijn beroepsmatige activiteiten, en wel binnen het psychosomatische instituut in Heidelberg, zijn toenmalige woonplaats. In 1951 kwam er een sterk herziene herdruk uit van Charakterologie en in 1957 een derde, herziene herdruk. In 1958 kon hij met pensioen en woonde hij als onafhankelijke schrijver in München. Daarmee brak de periode aan, waarin zijn drie belangrijkste werken gepubliceerd werden: Dramaturgie des menslichen Lebens (1958), Psychologie ohne Magie (1963) en Liebe und Feindschaft(1964). Dit laatste boek kwam postuum uit. 
In deze drie psychologische werken ontvouwde hij zijn "dramaturgische" benadering van het menselijke functioneren. Hij gaf in het voorwoord van het 1958-boek aan al meer dan tien jaar bezig te zijn geweest met deze theorievorming en zag zijn theaterwerk als inspiratiebron daarvoor.
Een jaar voor zijn dood had hij nog een bundel uitgebracht met ironische verzen vol neologismen, Pan-Pan-Potiphar, zogenaamd uit de nalatenschap van zijn verre neef, Alois Zeitvogel.

## Denken

### Geest als expressie
Helwig promoveerde in 1934 bij Nicolai Hartmann, met als bijvakken psychologie en nationale economie. De gedachte die hij in zijn dissertatie, Die individuelle Relation, uitwerkte, was dat de "zijnsvorm" van al wat is getypeerd moet worden als het in relatie staan tot het andere. Dit wil zeggen, de dingen ontlenen hun identiteit grotendeels aan hun betrekking tot andere dingen, aan de inwerking die deze dingen op elkaar hebben, zonder dat hun bestaan helemaal opgaat in deze inwerking. Anderzijds is er echter geen inwerking mogelijk, zonder dat er iets is wat inwerkt op iets anders, en zonder dat er iets is wat daardoor verandert. Het zijnde is niets als het niet verandert, maar dat betekent toch niet dat zijn geheel op veranderen te herleiden is.
In 1936 publiceerde hij Seele als Äusserung, waarin hij probeerde het dualisme te overwinnen door het "Tun" van het organisme aan de omgeving centraal te stellen en voor de dichotomie geestelijk-materieel de dimensie binnen-buiten te substitueren (die een belevingsdimensie en geen objectief ruimtelijke dimensie is). De fout die gemaakt wordt, stelde hij, is om aan het geestelijke een aan het materiële analoge en complementaire zienswijze toe te kennen. Het geestelijke op zich is niets, maar is pas tot wat het is in het in betrekking staat tot de omgeving. Zo sloot deze verhandeling, die al veel meer een psychologische analyse dan een filosofische was, aan bij zijn dissertatie, die op alle zijnsvormen betrekking had en niet alleen op levende wezens.
Eveneens in 1936 verscheen de eerste versie van Charakterologie, een heel ander soort boek waarin psychologische typen en ziektebeelden kritisch behandeld werden.
In 1951 volgde een herschreven tweede editie van Charakterologie. Daarin introduceerde hij het zogenaamde "waardenkwadraat", een verhelderende manier van ordenen van waardegeladen begrippen: tegenover elke deugd kan een tegenovergestelde deugd worden gezet, met de implicatie dat beide kunnen ontaarden als de een onvoldoende door de ander in evenwicht gehouden wordt. Bijvoorbeeld: tegenover het streven naar greep op de wereld moeten ook een zeker vertrouwen en gelatenheid staan; zo niet dan ontaardt het streven naar greep in krampachtigheid en dwangmatigheid, respectievelijk ontaardt het vertrouwen in kinderlijke afhankelijkheid. (Een voorloper van het waardenkwadraat was overigens al te vinden in de editie van Charakterologie van 1936.)

### Dramaturgische psychologie
Helwigs preoccupatie met het onherleidbare fenomeen van het "doen aan de omgeving en de medemens" leidde ten slotte tot zijn idee van de "dramaturgische psychologie": De verklaring van de gedragsfenomenen moet men niet, zoals de dieptepsychologie doet, in het "innerlijk" (de "psyche") zoeken, maar in de eigenschappen van het handelen zelf. Zulks niet "opportunistisch" vanuit een methodologisch behaviorisme, maar op principiële gronden, namelijk omdat al het voor de psychologie belangrijke zich in eerste en in laatste instantie "buiten", in de ontmoeting handelende mens versus omgeving, afspeelt. En daarbij kijkt men met de afstandelijke ogen van de dramaturg naar het menselijke reilen en zeilen.
Daarbij is het noodzakelijk het handelen terug te geven wat er in de analyse kunstmatig aan ontnomen was, als veronderstelde factoren achter en voorafgaand aan het gedrag: begeren (motivatie), waarnemen, intentionaliteit. Die vat Helwig op als variabele eigenschappen van het handelen, en niet als iets los daarvan (waarbij actie tot een leeg, louter motorisch gebeuren gereduceerd wordt). Het essentiële van handelen is dat het een weerstand ontmoetend veranderen van de omgeving is. In dit handelen leeft men, leeft men verder, (bestaat men voort).

### Het "behaviorisme" van Helwig
Wat de keuze voor het uiterlijke gedrag als eigenlijk onderwerp van de psychologie betreft, was Helwig net als B.F. Skinner een radicale behaviorist, maar wel met als essentieel verschil dat hij op een veel meer grootschalige en niet-mechanische manier naar het menselijk gedrag keek, met de ogen van een toneelschrijver/regisseur. De interactie individu-omgeving dient men, zo stelt hij, te analyseren op de mate waarin het daarin tot handelingen (interacties) van langere adem komt. Daartoe is de aard van de acties van het individu van belang, maar ook de mate van weerstand die hij daarbij ontmoet, alsmede de responsiviteit van datgene waarop de acties gericht zijn. Naar de mate dat het tot dit soort handelingen komt, "gaat het leven verder".
Deze ideeën zijn neergelegd in drie boeken: het cultuurfilosofische Dramaturgie des menslichen Lebens (1958), het psychologische en psychopathologische Psychologie ohne Magie (1961), en Liebe und Feindschaft (1964), waarin liefdevol en vriendschappelijk gedrag versus vijandelijk gedrag geanalyseerd worden op wat ze doen aan de ander (als alternatief voor de benadering, die vooral kijkt naar de emoties en behoeften die erachter zouden zitten). Een beperking van Helwig is wel dat hij weinig zegt over de condities die maken dat een mens naar ineffectieve handelwijzen grijpt, welke het verder leven slecht dienen.

## Niet doorgebroken
Helwig is een geïsoleerd en maar matig bekend gebleven figuur in de psychologie. Een mogelijke reden is het feit dat hij tot geen enkele stroming of school behoorde en ook geen eigen school (met volgelingen) stichtte: 
- Hij brak met de toen in Duitsland sterke dieptepsychologische (psychoanalytische) traditie door het innerlijke in de gedragsverklaringen af te zweren en naar het gedrag op zich te kijken.
- Hij deed dat op een heel andere manier dan fenomenologisch georiënteerde psychiaters/psychologen zoals Victor E. von Gebsattel en Erwin Straus, die tegenwoordig ook tamelijk vergeten zijn.
- Ondanks een zekere verwantschap met Skinner analyseerde hij het gedrag op zo'n compleet andere manier dan de behavioristen, dat die er toch niets mee hadden kunnen aanvangen, àls ze er al mee in aanraking waren gekomen (en het Duits hadden beheerst). Hij heeft in feite een soort existentiële psychologie ontworpen.
- En ook existentiële psychologie bedreef hij op zo'n totaal andere wijze dan de theoretici die dat gezichtspunt claimden, dat hij door hen evenmin omarmd werd. Alleen de Groningse hoogleraar-psycholoog Ben Kouwer (1924-1968) haalde hem af en toe aan.

Daarnaast speelt een rol dat Helwig op een erg abstract niveau schreef, een zeer persoonlijke terminologie invoerde, en dus moeilijk te begrijpen was.

### Filosofisch-psychologisch werk
- Die individuelle Relation, Ein Beitrag zur Dialektik der Selbstheit, Universität Köln, dissertatie, 1934, 38 pag. (Aanwezig in de bibliotheek van de Rijksuniversiteit van Utrecht).
- Seele als Äusserung. Untersuchungen zur Leib-Seele Problematik. Leipzig en Berlijn: Teubner Verlag. 124 pag.
- Charakterologie. Leipzig, Teubner Verlag, 1936.
- Charakterologie. 2e  herziene uitgave, Stuttgartt, Klett Verlag, 1951.
- Charakterologie. 3e  herziene uitgave, Stuttgartt, Klett Verlag. (Daarna meermalen herdrukt in de Herder-Bücherei.)
- Die gewünschte und die gewollte Welt. Zur psychologischen Charakterisierung des Hysterikers und des Zwangsneurotikers. Psyche, 1953, VI, 10. Heft, p. 561-576.
- Dramaturgie des menslichen Lebens. Stuttgart, Klett, 1958.
- Psychologie ohne Magie. Der Mensch im Spannungsgefuge der Lebensdramatiek. München/Basel, Reinhardt, 1961.
- Karakterologie. Utrecht, Spectrum-Aula, 1963. Herdrukken in latere jaren. Met aan het einde een speciaal voor deze uitgave geschreven samenvatting van zijn eigen benadering van de psychologie, zoals uiteengezet in Helwig (1958 en 1961).
- Liebe und Feindschaft. München/Basel, Reinhardt, 1964 (postuum).

### Theater
(lijst mogelijk niet volledig)
- Das Eichenacher Spiel von der zehn Jungfrauen. Für die Aufführung im Juli, 1921, neu übersetzt und scenisch bearbeitet von Conrad Höfer und Paul Helwig, Verlag, Rahle, Eisenach, 1922.
- Flitterwochen, 1938.
- Irrfahrt der Wünsche, 1939.
- Am helllichten Tag, Berlin, Drei Masken Verlag, 1939 (1942?).
- Götter auf Urlaub, Berlin, Drei Masken Verlag, 1940.
- Der Barbar, eine historische Tragikomödie in 5 Aufzügen, Berlin, Drei Masken Verlag, 1941.
- Schwarze Magie, Lustspiel in 3 Auzügen, Berlin, Drei Masken Verlag, 1942.
- Die schöne Maria, Historische Komödie in 5 Aufzüge, Berlin, Drei Masken Verlag, 1942.
- Lucille und Orleans, Eine dramatische Romanze in 5 Aufzüge, Berlin, Drei Masken Verlag, 1942.
- Des Ruhmes und der Liebe Schwert, Eine dramatische Romanze in 5 Aufzüge, Berlin, Drei Masken Verlag, 1942.
- Krampus und Angelika, Komödie in 3 Aufzüge und 1 Vorspiel, Berlin, Drei Masken Verlag, 1943.
- Jupiter, Komödie in 3 Aufzüge, Deutsche bearbeitung von Robert Boissy, Berlin, Drei Masken Verlag, 1947.
- Familie Professor Linden, Deutsche Bearbeitung von "The Linden Tree" von J.B. Priestley, Berlin, Drei Masken Verlag, 1948.
- Die neue Stadt, Ein Spiel in 3 Aufzüge, Deutsche Bearbeitung von John Boynton, Berlin, Drei Masken Verlag, 1948.
- Hier bin ich schon einmal gewesen, Schauspiel in 3 Aufzüge, Deutsche Bearbeitung von John Boynton, Berlin, Drei Masken Verlag, 1948.
- Ernst Beiseite, Lustspiel in 3 Auzügen, Hamburg, Die Rampe, Bühnenvertrieb GmbH, 1949.
- Die fremde Stadt, Übersetzung eines Spiel in 3 Aufzüge von J.B. Priestley, Weinheim, Laienspiel-Verlag, 1958.

### Filmscenario's
(lijst mogelijk onvolledig; '43 en '44 was hij filmisch bezig in Wenen en Praag)
- Der Roman der Lilian Hawley, Scenario, 1924.
- Mein Mann darf es nicht wissen, Verfilming van Flitterwochen, 1939.
- Das leichte Mädchen, Scenario samen met Fritz Peter Buch, 1940.
- Der glückliche Reise, Scenario samen met Herbert Witt, Naar de gelijknamige Operette von Eduard Künneke, 1954
- Der Mann meines Lebens, Scenario (literatuurverfilming), 1954.
- Schwedenmädel, (Sommarflickan), Scenario met Ursula Bloy, 1954.
- Liebe ohne Illusion, Dialogen, 1955.
- Nichts als Ärger mit der Liebe, Scenario met Heinz Oskar Wuttig, 1956.
- Ein Stück vom Himmel, Scenario met Juliane Kay, 1957.

### Overige
(lijst mogelijk niet volledig)
- Jerika, roman, Wien-Leipzig, Alfred Ibach Verlag, 1941.
- Pan-Pan-Potiphar: Die abstrakte Lyrik meines Vetters Alois Zeitvogel, gedichten, Nürnberg, Glock und Lutz, 1962.